# Calendario juliano proléptico

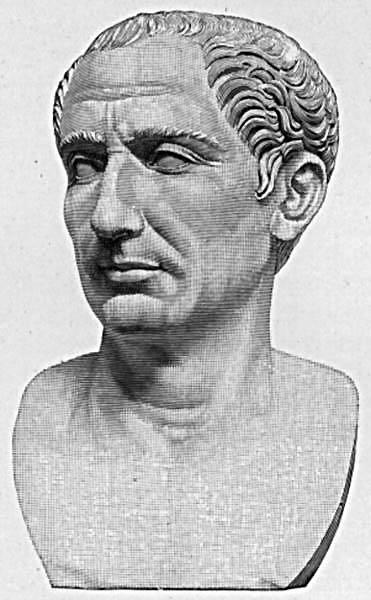
Busto de Julio César, promulgador del calendario juliano

El calendario juliano proléptico (del griego πρόληψις; prólēpsis, conocimiento anticipado) fue ideado para extender el calendario juliano a fechas anteriores al año 4 d. C., cuando se estabilizó el uso cuatrienal del año bisiesto. Los años bisiestos que de hecho se introdujeron después de la adopción del calendario juliano entre el año 45 a. C. y el año 4  d. C. fueron erráticos (ver el artículo del calendario juliano para más detalles).
Un calendario obtenido por la extensión a fechas anteriores a su adopción se denomina una versión "proléptica" del calendario. Por ejemplo, el calendario gregoriano proléptico es ocasionalmente utilizado para especificar fechas anteriores a la introducción del calendario gregoriano en 1582. Dado que el calendario juliano fue utilizado antes de aquella época, es necesario establecer explícitamente que una fecha citada dada está basada en el calendario gregoriano proléptico si es el caso.

## El calendario juliano y la "era común"
Debe hacerse notar que el calendario juliano fue introducido por Julio César, y como tal es más antiguo que la introducción de la "Era dionisiana" (también denominada del "Anno Dómimini" -Año del Señor- o "era común", contando los años desde el nacimiento de Cristo según el cálculo efectuado por Dionisio el Exiguo en el siglo VI, y ampliamente utilizada en anales europeos medievales desde aproximadamente el siglo VIII, notablemente por Beda).
El calendario juliano proléptico utiliza la Era dionisiana extensivamente, incluyendo las fechas de la Antigüedad Tardía en las que el calendario juliano estaba en uso pero el dionisiano no lo estaba. Con el tiempo, la era común se asimiló al uso del calendario juliano.

## Sistemas de numeración y años bisiestos
Los años están dados por números cardinales, los utilizados para contar (el año 1 d. C. es el primero de la era dionisiana, inmediatamente precedido por el año 1 a. C., el primero que la precede: no hay un año "cero" ). Al extender hacia atrás desde el año 1 d. C., puesto que el año 4 d. C. es un año bisiesto, el año 1 a. C. del calendario juliano proléptico es también un año bisiesto.
A su vez, debe distinguirse de la "numeración de años astronómica", introducida en 1740 por el astrónomo francés Jacques Cassini, quien considera cada Año Nuevo un entero en un eje de tiempo, con el año 0 correspondiendo al 1 a. C., y el "año -1" correspondiendo al 2 a. C., de modo que en este sistema, a los años bisiestos siempre les corresponde un número divisible por cuatro.
La determinación de años bisiestos en el calendario juliano proléptico (en cualquier numeración) es distinta de la cuestión de qué años fueron históricamente considerados bisiestos durante la era Romana: entre el año 45 a. C. y el 4 d. C., el día bisiesto se adoptó de forma muy poco sistemática. Es por ello que no hay una manera sencilla de encontrar la fecha equivalente en el calendario juliano proléptico de una fecha dada utilizando el calendario romano previo al juliano (AUC -Ab urbe condita: desde la fundación de la ciudad de Roma- o por referencia a cónsules). El año 46 a. C. es un caso especial: debido a la introducción histórica del calendario juliano en aquel año, se le asignaron 445 días.
Anteriormente, el calendario Republicano Romano utilizaba un sistema de meses intercalados más que de días bisiestos, pero el sistema juliano de días bisiestos ya había venido siendo utilizado desde el año 238 a. C. en el Egipto Tolemaico, desde el Decreto de Canopo reformando el calendario egipcio.